# Наші чоловіки та жінки
«Наші чоловіки та жінки» (араб. وذكرنا وأنثانا; англ. Our Males and Females) — йорданський короткометражний фільм 2023 року режисера Ахмада Алясіра. Сценарій написали Рана Алясір та Ахмад Алясір, а продюсерами виступили Маїс Салман та Ахмад Алясір. Фільм досліджує теми гендерної ідентичності, суспільних очікувань та складності людських стосунків.
Фільм здобув значні нагороди, зокрема за найкращий оповідний короткометражний фільм на 54-му Нешвільському кінофестивалі, що зробило його номінантом на премію «Оскар» за найкращий повнометражний ігровий короткометражний фільм.

## Сюжет
Батьки зіткнулися з болісним завданням обмити й накрити саваном свою померлу трансгендерну доньку. Але коли ніхто не погоджується обмити її, і сором падає на сім'ю, як далеко батько готовий зайти, щоб переконатися, що його «син» має бути обмита?

## Акторський склад
- Камель Ель Баша — батько
- Шафіка Аль Таль — матір
- Тетяна Берас — дочка
- Мутаз Аль Лабаді — мийник
- Сна' Сале — мийниця

## Випуск
Світова прем'єра «Наші чоловіки та жінки» відбулася 19 січня 2023 року на кінофестивалі Slamdance. За тиждень після цього відбулася європейська прем'єра на Міжнародному фестивалі короткометражних фільмів у Клермон-Феррані, де стрічка брала участь у міжнародному конкурсі. Після цього фільм пройшов потужний фестивальний тур і був відібраний на 17 кінофестивалів, що претендують на премію «Оскар».

## Виробництво
Фільм був самофінансований режисером у Йорданії. Фільм був заборонений цензурою багатьох арабських країн.